# 海法·维哈比
海法·维哈比（阿拉伯语：‎，1976年3月10日—）是黎巴嫩的一名模特儿，演员，歌手。

## 补充阅读
- Arab youth revel in pop revolution（页面存档备份，存于） by  Sebastian Usher, 21 May 2007, BBC